# Per mil

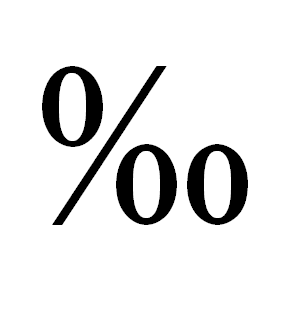
Representació gràfica.

En matemàtiques, l'expressió d'un nombre en parts per mil o unitats per mil és una manera d'expressar-lo en forma d'una fracció de 1.000, o com la desena part d'un percentatge. S'escriu amb el signe ‰ (Unicode U+2030), símbol similar al signe del percentatge (%) amb un 0 al final.
Un 1 per mil es defineix com:
1 ‰ = 10-3 = {\displaystyle {\frac {1}{1000}}} = 0,001 = 0,1 %

## Exemples
Exemples on l'ús de nombres expressats en «unitats per mil» és comú:
- Taxes de natalitat i de mortalitat. Si l'any  x  la taxa de natalitat va ser del 12‰, vol dir que l'1 de gener de l'any  x  a l'1 de gener de l'any  x+1  per cada mil habitants van néixer 12 nens.
- Salinitat marina. Per exemple, «la salinitat mitjana és del 35‰».
- Contingut d'alcohol en sang
- Radi de les corbes de traçats de carreteres i vies fèrries.

## Unitats relacionades
- Percentatge (%) 1 part entre 100.
- Parts per milió (ppm).